# 橫濱地標大廈

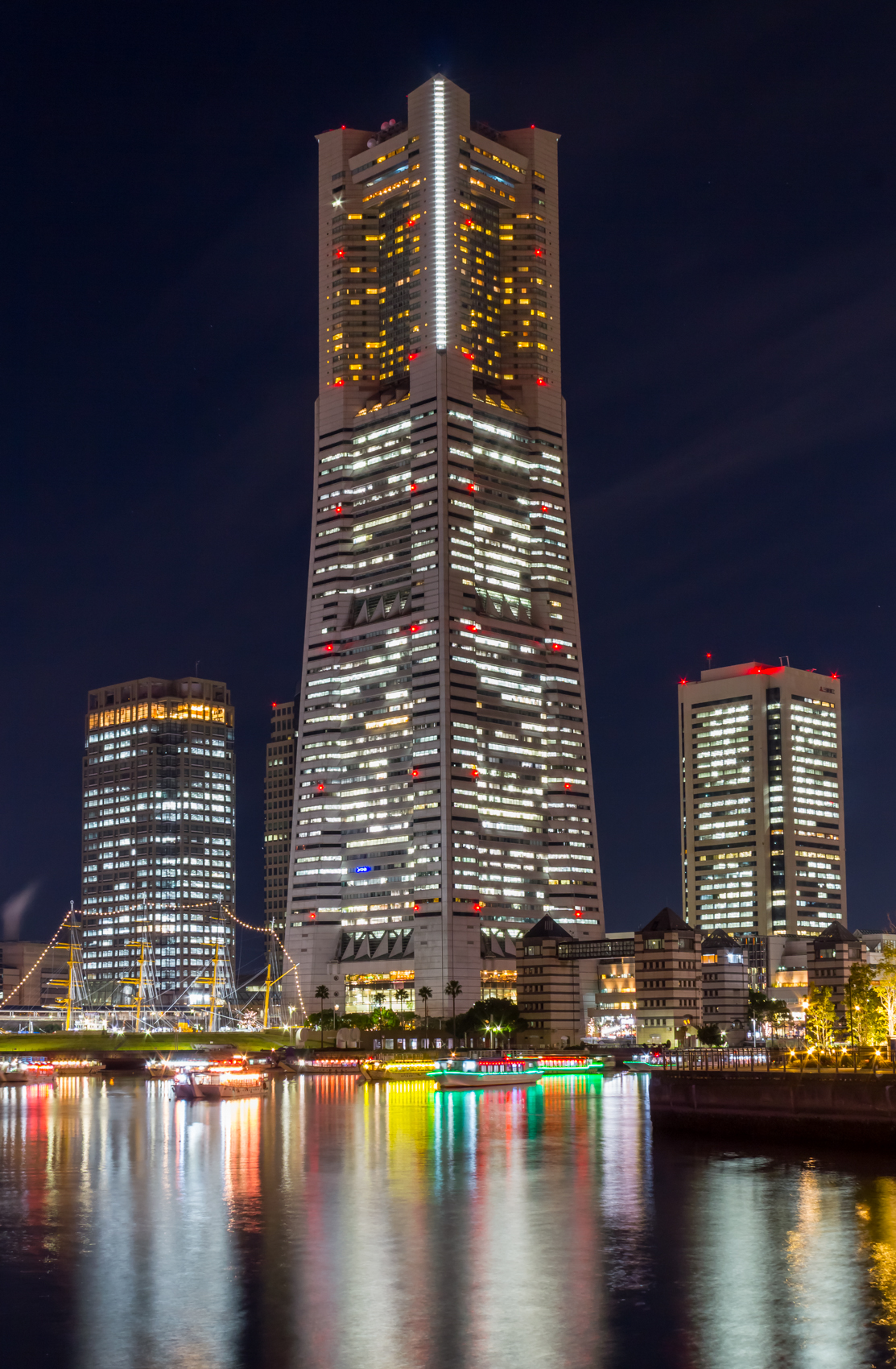
夜景

橫濱地標大廈（日语：／），位於日本橫濱市，高296.3米，有73樓，1993年至2013年間曾是日本第一高樓，現為日本第三高樓（僅次於東京麻布台Hills與大阪阿倍野Harukas）。開工於1990年3月20日，開業於1993年7月16日。大樓的49樓以下作為辦公與零售用途，49至70樓為旅館，69樓設有觀景台，高273米。橫濱地標塔曾擁有世界第三快的電梯，速度高達每分鐘750米（時速45公里），當時僅次於台北101大樓觀景台電梯和東京晴空塔。

## 建筑
橫濱地標大廈位於港未來地區25街區，可透過橫濱市內第一座正式電動步道（原為日语：設施）通往櫻木町站方向。橫濱地標大廈可分為地下3層、地上70層、塔屋3層的塔棟，以及地下4層、地上5層的廣場棟。建築面積23,208m2。樓板面積392,791m2，僅次於東京都豐島區陽光城（585,895m2）、愛知縣名古屋市中村區JR中央大廈（416,565m2）。
美國建築師負責基本設計，三菱地所負責細節設計。
最初曾計畫在橫濱地標大廈與橫濱皇后廣場之間的北側再建設一棟摩天大樓（後述的二期棟，部分設計與橫濱地標大廈相同），但該計畫已被凍結。另外，原先計畫高度是300公尺，但因受到羽田機場標準離場航線高度限制，最終設定為296.3公尺。
地標大廈由橫濱皇家花園酒店、辦公室、地標廣場（購物商場）、Dockyard Garden（廣場、美食街）、Sky Garden（展望台）等設施組成。最上層的70樓有飯店的Sky Lounge與宴會場。
從地上三樓可搭乘最大分速約750公尺（時速約45km/h）的電梯直達69樓展望台「Sky Garden」（地上273公尺）。在2004年台北101（最大分速約1,010m〈時速換算で60.6km/h〉）竣工以前是金氏世界紀錄速度最快的電梯。現在仍是日本前往展望台最快的電梯。本電梯設有強風管制運轉系統，可在強風時維持運轉。
大樓的上層部設有透過電腦控制抑制搖晃的巨型制震器，同時大樓本體也採用耐震性高的4根支柱構造。屋頂上亦有緊急用的直升機停機坪。

## 历史
2004年2月，地標大廈旁橫濱皇后廣場地下的橫濱高速鐵道港未來線港未來站開業。2008年為現代美術國際展「橫濱Triennale2008」會場，並在地標廣場展示部分作品。
竣工以來，地標大廈位居「日本第一高摩天大樓」寶座將近20年，2012年8月被當時建設中的「阿倍野Harukas」（大阪市阿倍野區）超越。現在仍是日本層數最多的摩天大樓及神奈川縣最高大樓。
三菱地所曾計畫建設二期棟（最初規劃為橢圓柱型大樓），但因景氣衰退而凍結計畫（開發時期未定）。二期棟建設預定地曾作為巴士停車場與公寓展示間，現為暫定設施汽車展示間（橫濱勞斯萊斯與法拉利展示間）。

## 樓層配置
- 空中花園（展望台） - 2樓（入口）、5樓（出口）、69樓，標高272公尺（主樓）
- 橫濱皇家花園酒店（日语：横浜ロイヤルパークホテル） -地下1樓（大廳)、L樓（大廳)、3樓（入口)、49到50樓、52到68樓、70樓（主樓），地下1樓到3樓（宴會樓）
- 辦公樓層 - 1樓（大廳)、3樓（大廳)、8到48樓（主樓）

- 購物樓層 - 1到48樓
- 餐廳 - 5樓（主樓）
- 醫療診所 - 7樓（主樓）

- 服務設施、展示場 - 地下1樓、1到35樓部分區域（主樓）
- 地標廣場 - 地下2樓到地下1樓、1到3樓（廣場棟）
- Landmark Hall- 3樓（廣場棟）
- Dockyard Garden - 地下2樓到地下1樓、1樓
- 停車場 - 地下3樓到地下1樓
- 機械室 - 6樓、51樓

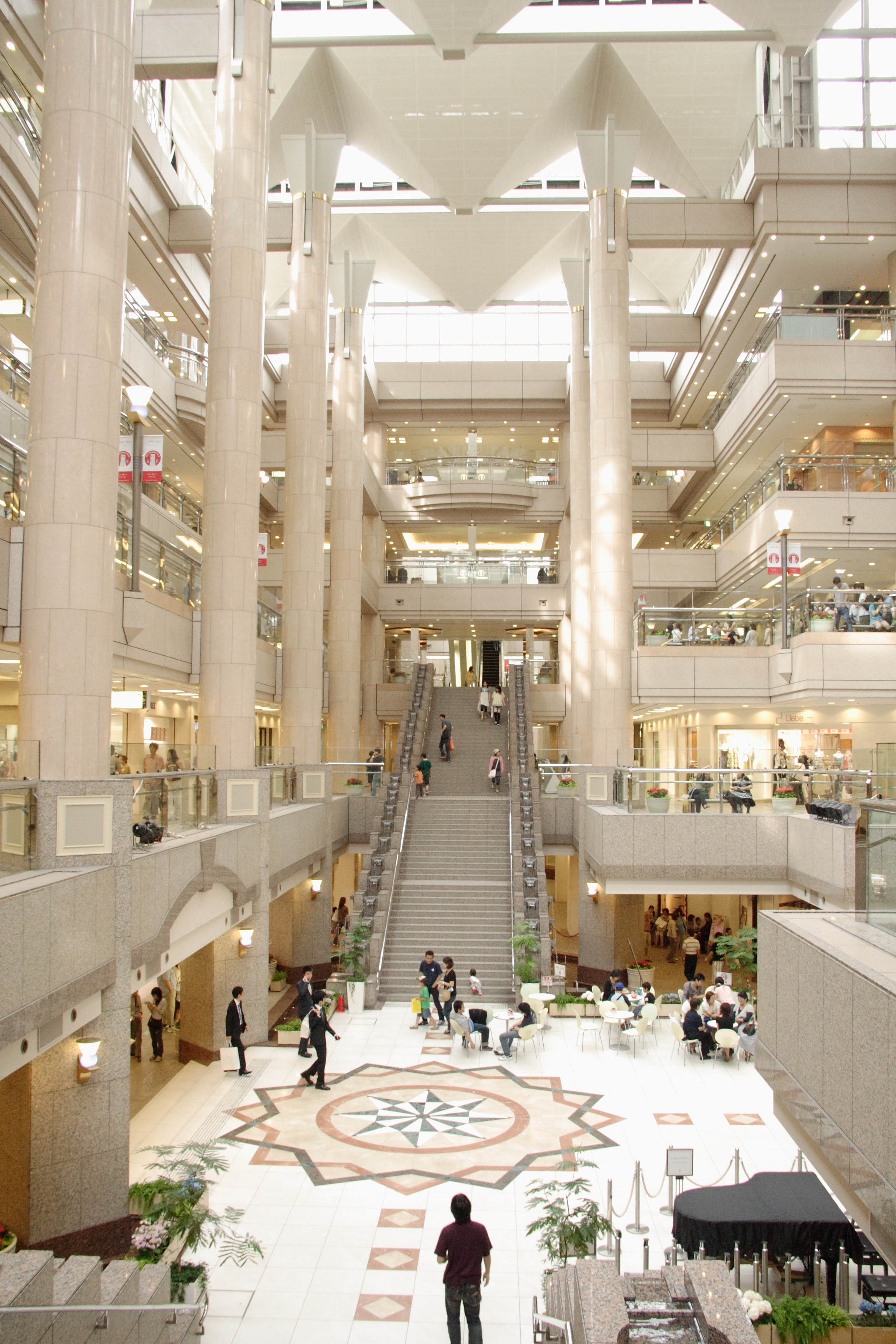
商場
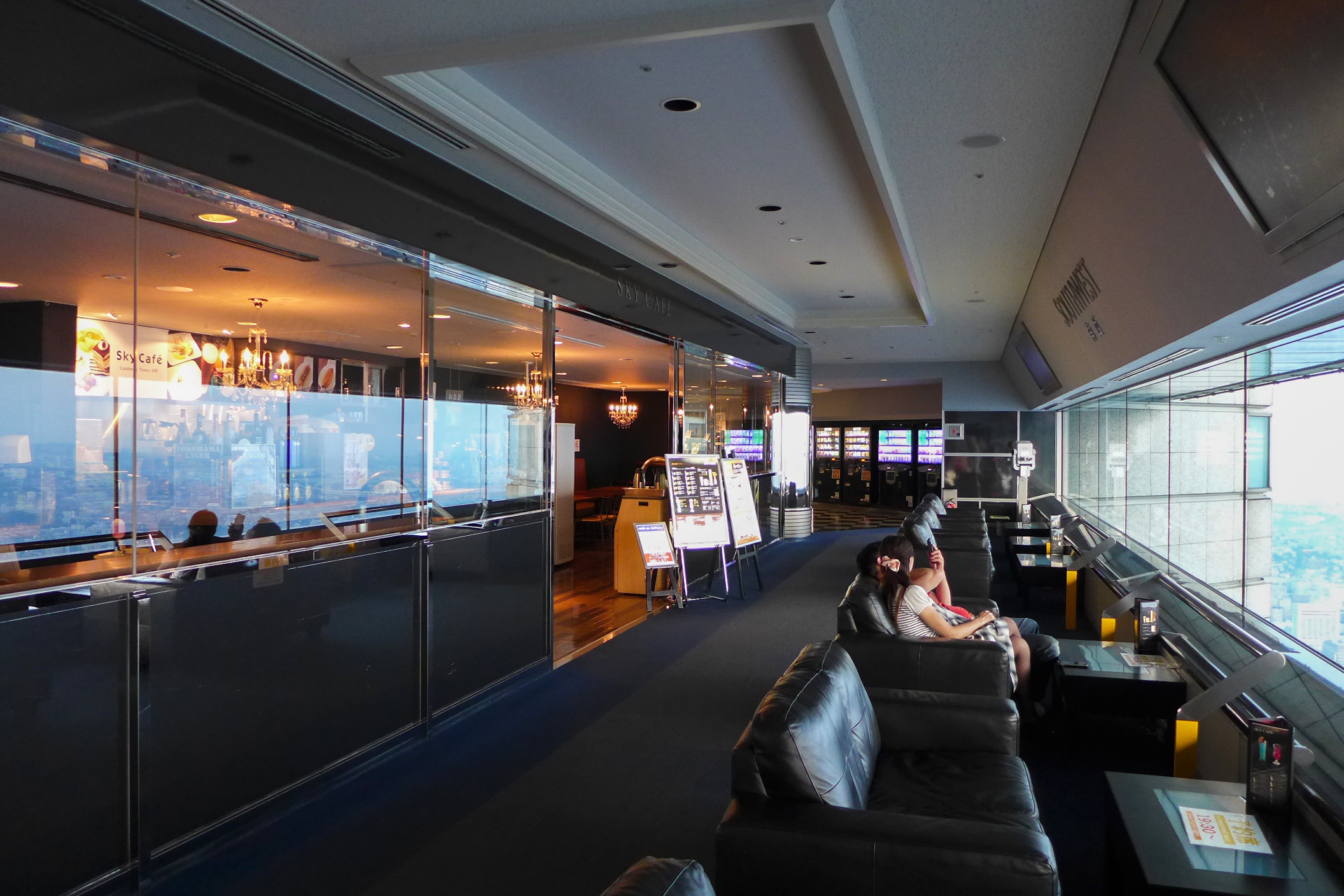
空中花園（展望台）
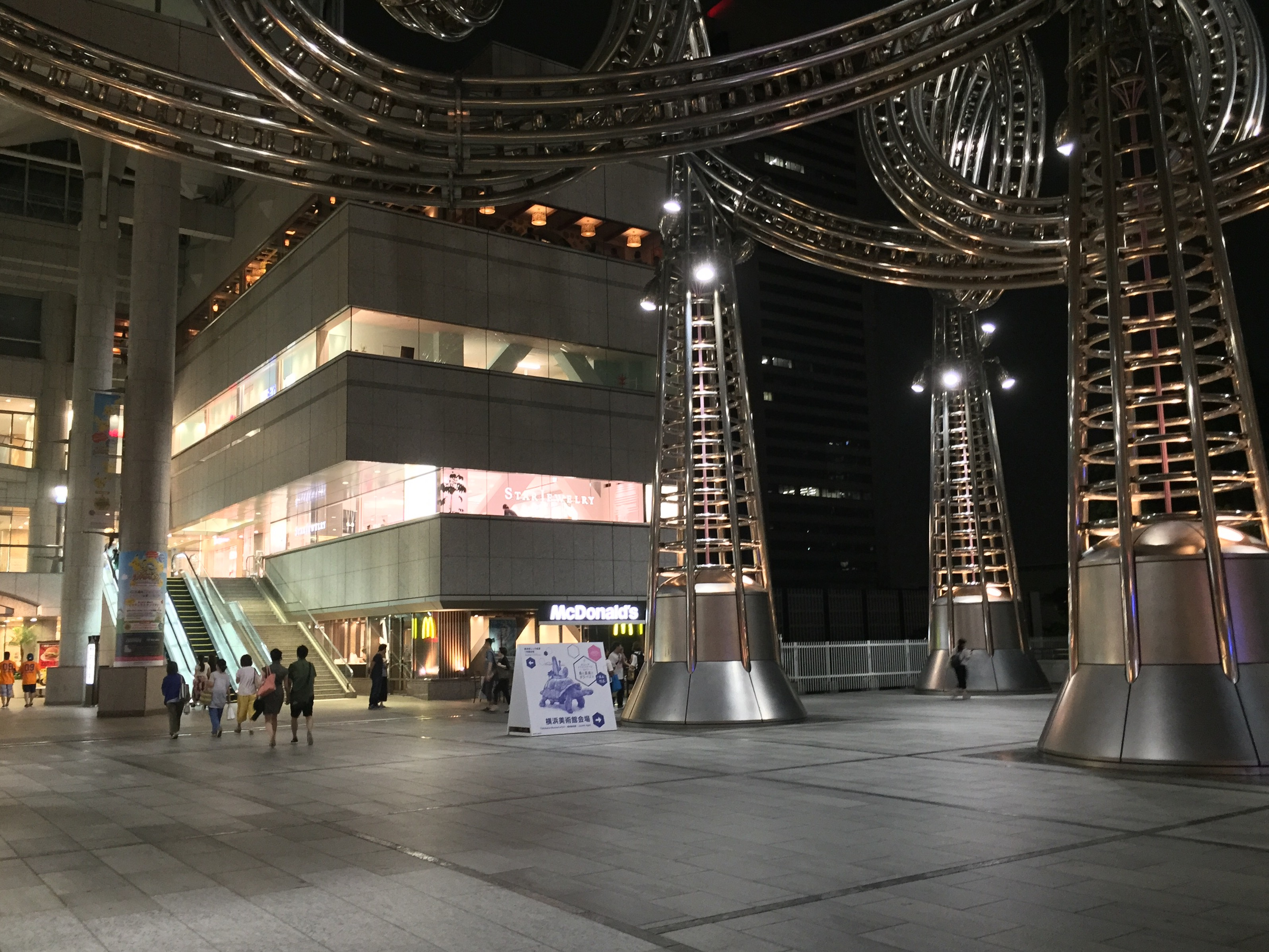
晚上的戶外廣場
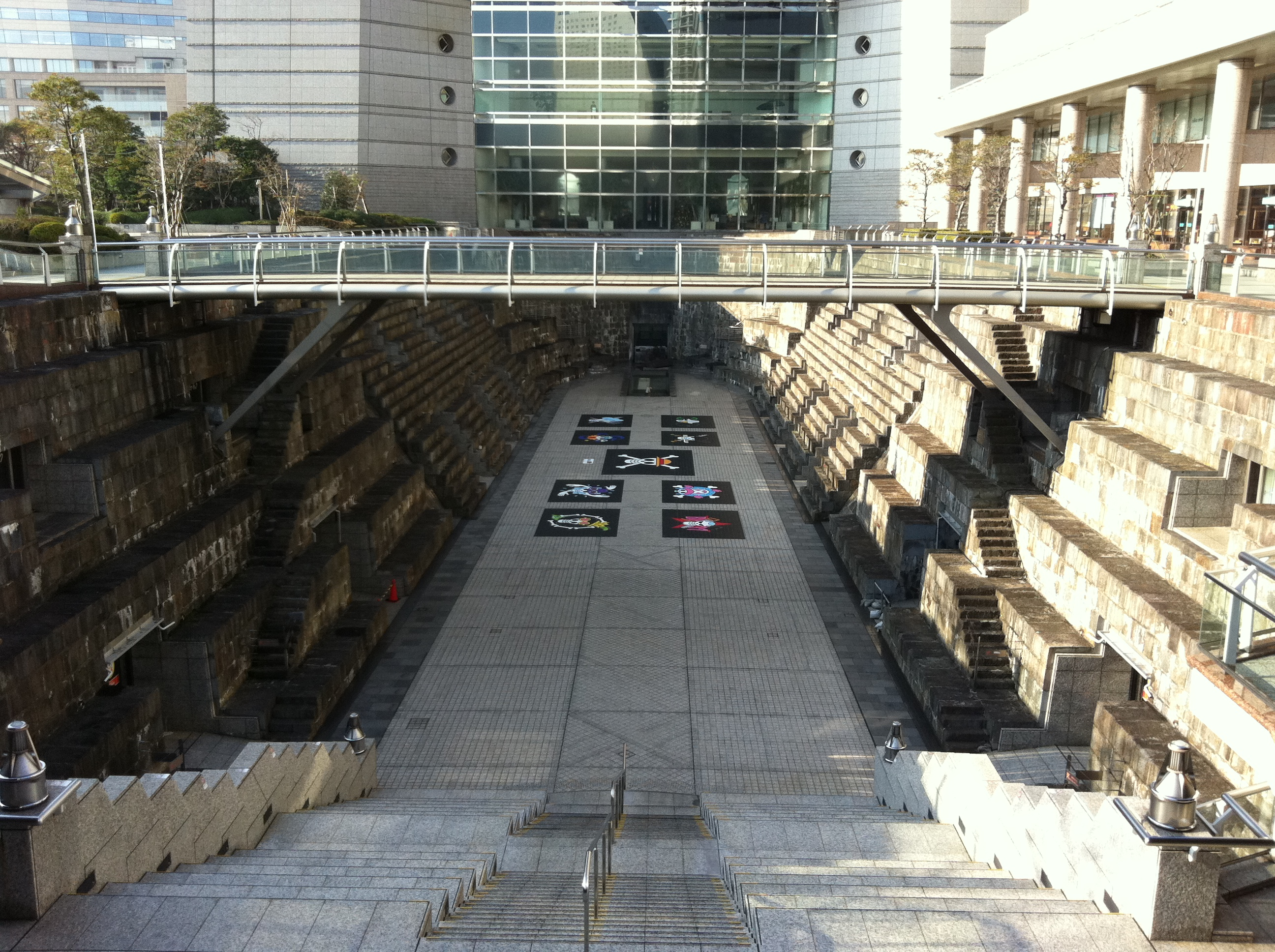
Dockyard Garden

## 辦公室
辦公室入駐率超過90%。
- 三菱地所
- 歐力士集團
- 萬寶華
- 東日本電信電話（日语：東日本電信電話）株式會社（NTT東日本）神奈川支店
- 日本Investor Solution And Technology株式會社 （JIS&T）
- 富士通株式會社神奈川支社與集團各社
- 三菱電機株式會社神奈川支社
- 三菱電機大樓科技服務（日语：三菱電機ビルテクノサービス）株式會社橫濱支社
- COLOWIDE（日语：コロワイド）本社
- TOTO橫濱地標大廈展示場、橫濱支社
- 橫濱FM放送（日语：横浜エフエム放送）
發射站在秦野市大山。
- 不二鋁窗（日语：不二サッシ）株式會社橫濱支店
- 日本農產工業（日语：日本農産工業）株式會社本社
- 野村證券橫濱支店
- 株式會社高千穗本社
- Lionbridge（英语：Lionbridge）
- 日本發條株式會社橫濱港未來分館
- INTERNAL（日语：インターナル）本社
- 株式會社日立系統工程服務（日语：日立システムズエンジニアリングサービス）
- 株式會社村田電子本社
- 株式會社日立Hi-System21
- 株式會社宿泊預約經營研究所

大樓的郵遞區號為〒220-81xx（xx為階層，地下、階層不明時使用220-8190）。

### 備註
1. ↑  地標大廈電梯是三菱電機製，台北101電梯是東芝電梯製。目前，世界最快的升降機位於廣州周大福金融中心，由日立製作所製造，時速達75.6km/h[10]。
2. ↑  東京晴空塔電梯最大分速約600m（時速換算36km/h）。

## 外部連結
- 橫濱地標大廈

- OpenStreetMap上有關橫濱地標大廈的地理